# Heinrich Justus Ludwig Schlemm

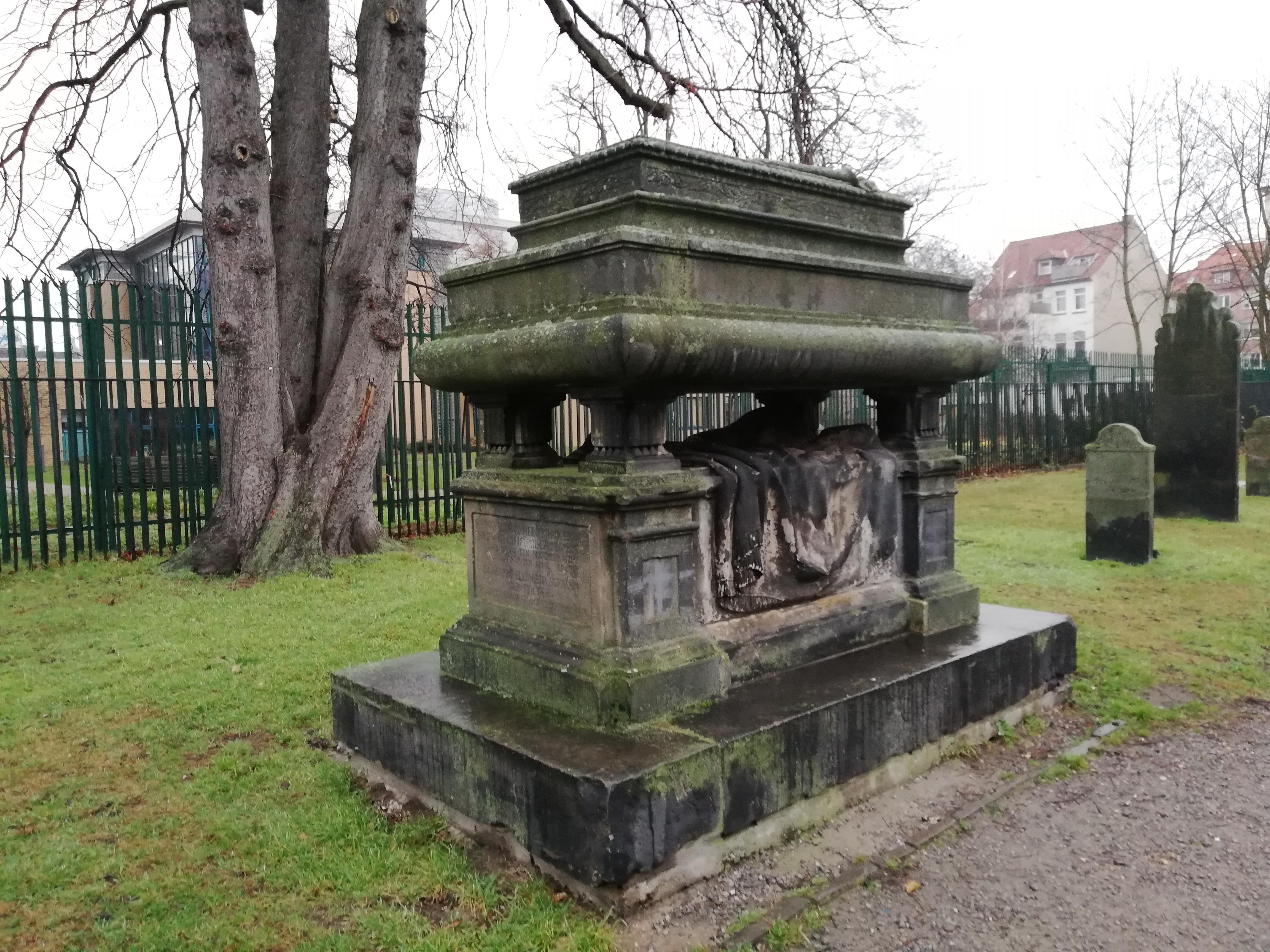
Das von den zehn Kindern gestiftete monumentale Grabmal der Schlemms auf dem Neustädter Friedhof am Königsworther Platz

Heinrich Justus Ludwig Schlemm (Namensvarianten auch zum Beispiel Heinrich Just Ludwig Schlemm oder Justus Ludwig Heinrich Schlemm; geboren 9. November 1724 in Sankt Andreasberg im Harz; gestorben 13. April 1790 in Hannover) war ein deutscher Jurist und Königlich Großbritannischer und Kurfürstlich Braunschweig-Lüneburgischer Kammermeister des Welfenhauses.

## Leben

### Familie
Justus Ludwig Heinrich Schlemm wurde in die Familie Schlemm hineingeboren als Sohn des Harzer Bergsekretärs Johann Christian Schlemm (1687–1778) und dessen aus Münden stammender Ehefrau Anna Sophie Spangenberg (1696–1759), Tochter des Clausthaler Arztes Johann Friedrich Wilhelm Spangenberg.
Er heiratete am 29. November 1754 in Sandesneben im Herzogtum Sachsen-Lauenburg die Dorothea Elisabeth Höcker (geboren am 22. Januar 1735 in Neuhaus an der Elbe; gestorben am 1. Mai 1794 in Hannover), Tochter des Neuhauser Bürgers und Kaufmanns Johann Christian Höcker und der aus Boizenburg stammenden Johanna Dorothea Runge (geboren 1719), die nach dem Tod ihres ersten Ehegatten in zweiter Ehe den Amtmann Christian Siewert zu Lauenburg geheiratet hatte.
Das Ehepaar Schlemm hatte mindestens zehn Kinder, die ihre Eltern überlebten:
- Johann Just Friedrich Schlemm (1758–1808), Hofkornschreiber und Salzzöllner in Lüneburg; verheiratet
  - in erster Ehe mit Elisabeth Regina Chappuzeau[2]
  - in zweiter Ehe mit Ulrike Chappuzeau[2]
- Anton Schlemm (1757–1782), Amtsauditor zu Syke[2]
- Eleonore Schlemm (1760–?), verheiratet
  - 1771 in erster Ehe mit dem Amtsadvokat Gottlieb Justus Wagner[2]
  - in zweiter Ehe mit dem Hoffaktor Thierry[2]
- Louise Magdalene Schlemm (1764–1842), verheiratet mit dem Bremer Postmeister Georg August Ebell[2]
- Amalie Schlemm (1766–1851), 1787 verheiratet mit dem Hof- und Kanzleirat Johann Friedrich von Kaufmann[2]
- Charlotte Friederike Schlemm (1769–1851), verheiratet mit dessen Bruder, dem Amtsassessor zu Stolzenau von Heinrich Christian Dietrich Kaufmann (1760–1796),[2]
- Sophie Schlemm[2] (getauft 18. Januar 1771 in der Schlosskirche Hannover; gestorben am 22. Dezember 1852 in Linden), verheiratet am 19. Mai 1792 in der hannoverschen Schlosskirche mit dem Königlich Hannoverschen Hofrat Friedrich Pauer;[6]
- Henriette Schlemm (1772–1826) heiratete am 9. April 1795 den Dr. jur. utr. Hof- und Kanzleirat Georg Dommes
- Dorothée Schlemm (1775–?) ehelichte den Amtsassessor von Finckh.[2]
- Antoinette Schlemm (1778–?) heiratete 1803 den Amtmann zu Wetzlar Georg Buff.[2]
- Eleonore Magdalena (geboren 1780) ging die Ehe mit dem Amtmann zu Lauenburg Rudolf Chappuzeau (1769–1817) ein.[2]

### Werdegang
Justus Ludwig Heinrich Schlemm wurde zur Zeit des Kurfürstentums Braunschweig-Lüneburg während der Personalunion zwischen Großbritannien und Hannover geboren als Sohn des Harzer Bergsekretärs Johann Christian Schlemm, der mit dem Abbau von Silber und mit der Clausthaler Münzstätte in Verbindung stand. Da die Clausthaler Münze unter der Oberhoheit der Welfen stand, hatte Schlemm schon in seiner Jugend Umgang mit anderen Hofbeamten monarchischer Staaten.
Er immatrikulierte sich im Jahr 1737 und besuchte von 1741 bis 1744 die Georg-August-Universität Göttingen. Dort disputierte er öffentlich am 11. April 1742 sowie am 17. Februar 1744.
Ebenfalls 1744 trat er in Hannover die Stelle des Auditors im hannoverschen Rathaus an.
Rund zwei Jahre später wurde Schlemm zunächst Sekretarius adjunkt und am 7. März 1748 zum Kammersekretär extraordinaire bestallt. Am 6. Juni 1752 wurde er durch Bestallung aus dem britischen St James’s Palace in London durch George II., König von Königreich Großbritannien und Irland sowie Kurfürst von Braunschweig-Lüneburg zum Kammersekretär ernannt.
Nach seiner Hochzeit mit der Bürgers- und Kaufmannstochter Dorothea Elisabeth Höcker 1754 in Lauenburg wurde Schlemm am 23. Februar 1773 schließlich zum Kammermeister der Welfen ernannt. In dieser Position oblag ihm unter anderem die Aufsicht über die fürstliche Vorrats- und Schatzkammer des Hauses Hannover.
Nach dem Tod von Schlemm und dessen Ehefrau stifteten ihre zehn überlebenden Kinder den Eltern das monumentale Grabmal auf dem Neustädter Friedhof am Königsworther Platz vor Hannover.

## Schriften
- Bey der Dieterich- und Schlemmischen Verbindung welche den 1sten Junius 1741. in Harste vergnügt vollzogen wurde sollten durch nachgesetzte Ode ihren Glückwunsch gehorsamst abstatten der Jungfer Braut ergebenste Diener und Vettern Johann Wilhelm und Heinrich Just Ludewig Schlemm der Rechten Beflissene, Goettingen: gedruckt bey Abram Vandenhoeck Universitäts Buchdrucker., 1741; Digitalisat der Staats- und Universitätsbibliothek Göttingen
- Dissertatio de falsa probatione processus provocatorii ex iure Romano ... quam ... praeside Christ. Frid. Georg. Meister ... defendet Henr. Iust. Lud. Schlemm, aut., Gottingae: Vandenhoeck, 1742; Digitalisat der Bayerischen Staatsbibliothek
- Dissertatio juridica de avctoritate arbitrii ex compromisso, vim rei ivdicatae habentis ... quam ... praeside Ge. Henr. Ayrero ... publice defendet auctor Henricus Iustus Ludov. Schlemm, Gottingae: Schulzius, 1744; Digitalisat durch das Münchener Digitalisierungszentrum

## Archivalien
Archivalien von und über Justus Ludwig Heinrich Schlemm finden sich beispielsweise
- für die Laufzeit 1782–1783 zum Thema Accidenzien für den Landdrosten Graf von Kielmannsegge zu Ratzeburg und den Kammermeister Schlemm zu Hannover von dem ehemaligen Vorwerk Fahrendorf im Findbuch Verkoppelungen (Abteilung 6) im Amt Schwarzenbek in der Einteilung Gemeinheitsteilungen, Niederlegung von Vorwerken, Naturalhofdienste, Dienstländereien, Unterabschnitt Offizialgrundstücke, Äquivalente und Accidenzien, laufende Nummer 211[8]